# Maków (województwo śląskie)
Maków (niem. Makau) – wieś w Polsce położona w województwie śląskim, w powiecie raciborskim, w gminie Pietrowice Wielkie.
W latach 1975–1998 miejscowość administracyjnie należała do województwa katowickiego.
W Makowie znajduje się kościół parafialny pod wezwaniem św. Jana Chrzciciela przy ul. Raciborskiej, wpisany do rejestru zabytków 13 listopada 1959, nr rej. A/625/2020.
W 2008 Maków liczył 649 mieszkańców.
Na terenie miejscowości od 1889 działa Ochotnicza Straż Pożarna.